# 장지원 (태권도 선수)
장지원(張知媛, 1979년 8월 30일 ~ )은 대한민국의 태권도 선수이다. 그리스 아테네에서 열린 2004년 하계 올림픽에 출전하였고 태권도 여자 -57kg급 결승전에서 미국의 니아 압달라를 꺾고 금메달을 획득하였다.

## 학력
- 서울연은초등학교
- 상신중학교
- 홍익디자인고등학교
- 한국체육대학교 태권도학과 학사 (98학번)

## 개인사
2012년 6월 24일 치과 의사인 이충섭과 결혼했다.

## 경력
- 2004년 2004년 하계 올림픽 태권도 국가대표
- 2005년 삼성에스원 태권도단 코치
- 2010년 수원여자대학 겸임교수

## 수상
- 2011년 제49회 대한민국 체육상 맹호장